# 790
Cette page concerne l'année 790  du calendrier julien. Pour l'année 790 av. J.-C., voir 790 av. J.-C. Pour le nombre 790, voir 790 (nombre).
L'année 790 est une année commune qui commence un vendredi.

## Événements
- 9 février : Séisme à Constantinople et dans l'ensemble de la Thrace[1]
- 11 avril : Charlemagne passe les Pâques à Worms[2]. 
  - Charles le Jeune, aîné des fils légitimes du roi, est nommé duc au Mans pour surveiller le limes breton[2].
  - Le khagan des Avars envoie une ambassade à Worms[2] pour redéfinir la frontière entre les deux royaumes, jusqu’alors situé sur l’Enns. Devant les prétentions de Charlemagne, les négociations échouent.
- 10 novembre : le basileus Constantin VI, soutenu par Alexis Mousélé, stratège des Arméniaques et porté par un soulèvement militaire contre Staurakios prend le pouvoir[3].
- Charlemagne passe l'hiver à Worms. Incendie du palais royal de Worms qui devra être abandonné au profit d'Aix-la-Chapelle, résidence royale principale à partir de 794[2].

- Victoire des Tibétains sur les Ouïghours alliés aux Chinois à Beiting (Beshbalik, préfecture de Changji)[4]. Les Ouïghours contrattaquent à l'automne mais sont repoussés et les relations entre la Chine et le Turkestan oriental sont coupées[5]. Le Kaghan des Ouïghours est assassiné[6]. Les Tibétains seront chassés de Beshbalik en 792.
- Les Tibétains atteignent le fleuve Amou-Daria et la région, riche en chevaux du Ferghana. Leur expansion à l’ouest est contenue par les troupes d’Haroun al-Rashid, calife de Bagdad, qui fait alliance avec la Chine[7].
- Constitution du premier recueil des plus anciennes poésies japonaises : le Man'yōshū[8]. Il se compose de plus de 4 500 morceaux qui reflète les états d’âmes des japonais de toutes les couches sociales. Il est fortement influencé par la littérature chinoise et coréenne.
- Le prince austrasien Guillaume de Gellone est nommé comte de Toulouse[9].
- Louis, roi d'Aquitaine, fait la paix avec les Sarrasins d'Espagne[10].
- Alcuin quitte la cour franque et retourne quelque temps en Angleterre (790-793)[11].